# SOS – en segelsällskapsresa
SOS – en segelsällskapsresa är en svensk komedifilm från 1988, med manus och regi av Lasse Åberg, som även spelar huvudrollen. I övriga roller märks Jon Skolmen, Birgitte Söndergaard, Tor Isedal, Anders Ahlbom, Ewa Fröling och Johan Rabaeus. Det är den tredje filmen i serien om Stig-Helmer Olsson. Filmen hade biopremiär i Sverige den 25 december 1988.

## Handling
Efter skilsmässan från Lotta har den gammalmodige brödrostfabriksarbetaren Stig-Helmer Olsson tänkt tillbringa midsommarhelgen med sin mor och sonen Karl-Helmer, bortsett från en maskerad tillsammans med vännen Ole (Jon Skolmen). Efter maskeraden hamnar Stig-Helmer och Ole av en händelse ute i Stockholms skärgård, dit flera andra familjer också åkt.
Stig-Helmer och Ole träffar Krisse (Susanne Barklund) som Ole känner sedan tidigare och som tar dem med till en överklassfest. Under festen får Stig-Helmer pröva på vindsurfning, vilket slutar med att han nästan åker ut på öppna havet. Han blir räddad och tas till Stråholmen av Krisses vän Anna-Vera (Birgitte Söndergaard). Det visar sig att Anna-Veras pappa (Tor Isedal) har hemliga planer på att bygga ut Stråholmen till ett Östermanland tillsammans med kommunens starke man, Ture Janzon (Stellan Sundahl), något som Anna-Vera vill stoppa. Med hjälp av Ole och en segeltävling försöker Anna-Vera och Krisse sprida medvetenhet om fifflet med bygget av Östermanland.

## Rollista
| - Lasse Åberg – Stig-Helmer Olsson - Jon Skolmen – Ole Bramserud - Birgitte Söndergaard – Anna-Vera - Tor Isedal – Stråholmaren - Anders Ahlbom – Arne - Lena-Pia Bernhardsson – Älskling (Arnes fru) - Claes Jansson – Olle - Ewa Fröling – Madde Abrahamsen - Johan Rabaeus – Henkan Abrahamsen - Susanne Barklund – Krisse - Per Eggers – Kaj "Kajan" Björkhagen | - Carina Lidbom – Berit - Lars Haldenberg – Bärsen - Björn Wallde – Beckbyxan - Ulla Skoog – Beckbyxans sambo - Barbro Hiort af Ornäs – Stig-Helmers mamma - Alexander Bogardi – Karl-Helmer - Cecilia Haglund – Alice - Sten Ljunggren – Didrik - Olle Sandström – Polaren Per - Bo Gentzel – TV-reporter | - Mats Arehn – Gräsklipparen - Peter Carlsson – Mannen med aktersnurran - Ulla-Britt Norrman – Frun med aktersnurran - Ole Söderblom – Victor Uggla - Stellan Sundahl – Ture Janzon - Lena Lindewall – Tävlingsledare - Göran Palmborg – Söderblom - Sture Hovstadius – man på ljugarbänk - Gunnar Schyman – man på ljugarbänk - Anna Frankzén – Pernilla, sushiservitrisen |

## Inspelning

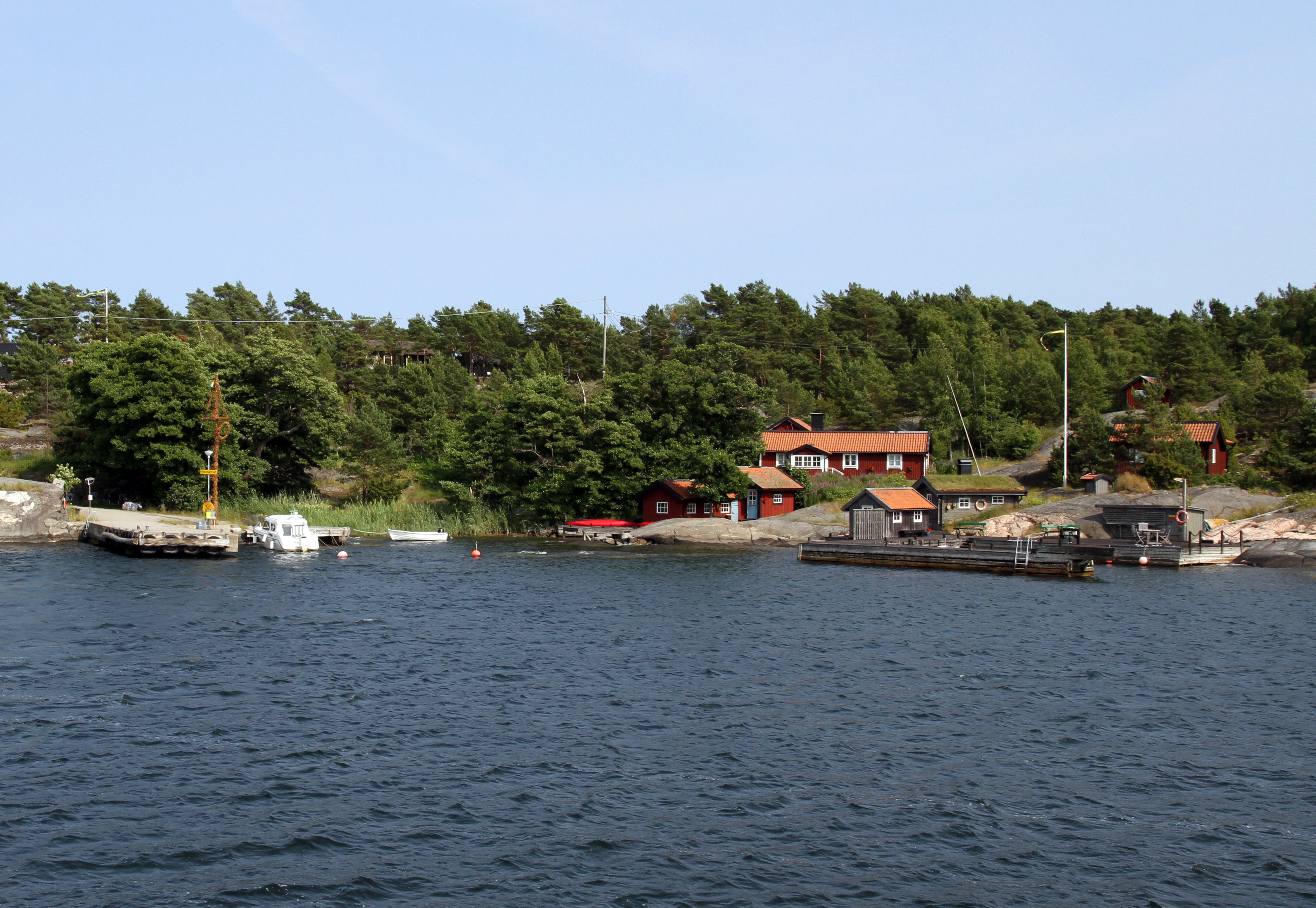
Fiversätraö brygga, inspelningsplats för filmens Stråholmen, foto från 2013.

Överklassfesten spelades in på en villa i Dalarö vid ön Torrbänken. Naturhamnen på en ö rakt utanför. 
Östermanlands inspelningsplats är västra Kymmendö. 
De flata klipporna där man skriver på spinnakern Utterkobben vid Hallskär utanför Nämdö. 

### Fotnoter
1. ↑  ”SOS - en segelsällskapsresa”. Svensk filmdatabas. 25 december 1988. http://www.sfi.se/sv/svensk-filmdatabas/Item/?itemid=16007&type=MOVIE&iv=Basic. Läst 17 september 2016.